# 深圳百合酒店
深圳百合酒店是由深圳市李朗业兴实业有限公司投资兴建，并由香港金麒麟国际酒店管理的一座综合性商务酒店，为深圳龙岗区首家按五星级标准建造的酒店，位于中華人民共和國广东省深圳市龙岗区白鸽路，樓高23層，于2006年9月13日開業。

## 规模
深圳百合酒店共有客房总数300间，标间面积达32平米。深圳百合酒店由深圳市李朗業興實業有限公司投資興建，由香港金麒麟國際酒店管理有限公司管理。 
它位於广东省深圳市龙岗区黄贝岭百鸽路，鄰近布吉關口、深惠公路及深圳地鐵3號線。

## 相關新聞
- TVB電視劇《摘星之旅》剧组曾在此拍外景及入住房間的片段。